# Pădure, Alba
Pădure este un sat în comuna Bucerdea Grânoasă din județul Alba, Transilvania, România.